# Campionato mondiale di hockey su ghiaccio 1938
Il 12º Campionato mondiale di hockey su ghiaccio, valido anche come 23º campionato europeo di hockey su ghiaccio, si tenne nel periodo fra l'11 e il 20 febbraio 1938 nella città di Praga, in Cecoslovacchia, cinque anni dopo il primo mondiale disputatosi nel paese nel 1933. Al via si presentarono quattordici squadre, e fece il proprio esordio internazionale la selezione della Lituania. Nella fase preliminare, composta da due gruppi da cinque squadre ed uno da quattro squadre, si qualificarono alla seconda fase le prime tre nazionali di ogni raggruppamento. Nella seconda fase, con tre gruppi da tre squadre, le prime di ciascun gruppo più la miglior seconda si qualificarono alla fase ad eliminazione diretta, mentre le altre due seconde disputarono la finale per il quinto posto. Nonostante tutte e tre le seconde avessero gli stessi punti e la stessa differenza reti, il comitato organizzatore qualificò la Germania, in quanto uscita sconfitta ai supplementari contro i campioni del Canada.
Il Canada conquistò il decimo titolo mondiale superando in finale la selezione del Regno Unito, comunque vincitrice del terzo campionato europeo di fila, mentre la medaglia di bronzo fu vinta dalla padrona di casa, la Cecoslovacchia.

## Gironi preliminari

### Gruppo A
| Praga 11 febbraio 1938 | Svizzera | 1 – 0 (0-0; 1-0; 0-0) | Ungheria | Zimní stadion Štvanice |

| Praga 11 febbraio 1938 | Lituania | 1 – 0 (0-0; 0-0; 1-0) | Romania | Zimní stadion Štvanice |

| Praga 12 febbraio 1938 | Svizzera | 8 – 1 (2-0; 1-1; 5-0) | Romania | Zimní stadion Štvanice |

| Praga 12 febbraio 1938 | Polonia | 8 – 1 (4-0; 3-0; 1-1) | Lituania | Zimní stadion Štvanice |

| Praga 13 febbraio 1938 | Polonia | 3 – 0 (1-0; 2-0; 0-0) | Romania | Zimní stadion Štvanice |

| Praga 13 febbraio 1938 | Ungheria | 10 – 1 (2-0; 4-0; 4-1) | Lituania | Zimní stadion Štvanice |

| Praga 14 febbraio 1938 | Svizzera | 15 – 0 (9-0; 2-0; 4-0) | Lituania | Zimní stadion Štvanice |

| Praga 14 febbraio 1938 | Polonia | 3 – 0 (1-0; 1-0; 1-0) | Ungheria | Zimní stadion Štvanice |

| Praga 15 febbraio 1938 | Ungheria | 3 – 1 (1-1; 1-0; 1-0) | Romania | Zimní stadion Štvanice |

| Praga 15 febbraio 1938 | Svizzera | 7 – 1 (3-0; 1-0; 3-1) | Polonia | Zimní stadion Štvanice |

| Pos. |          | PG | V | N | P | GF | GS | DR  | Pt |
| 1.   | Svizzera | 4  | 4 | 0 | 0 | 31 | 2  | +29 | 8  |
| 2.   | Polonia  | 4  | 3 | 0 | 1 | 15 | 8  | +7  | 6  |
| 3.   | Ungheria | 4  | 2 | 0 | 2 | 13 | 6  | +7  | 4  |
| 4.   | Lituania | 4  | 1 | 0 | 3 | 3  | 33 | -30 | 2  |
| 5.   | Romania  | 4  | 0 | 0 | 4 | 2  | 15 | -13 | 0  |

### Gruppo B
| Praga 11 febbraio 1938 | Lettonia | 3 – 1 (d.t.s.) (1-0; 0-1; 0-0) | Norvegia | Zimní stadion Štvanice |

| Praga 11 febbraio 1938 | Regno Unito | 1 – 0 (0-0; 1-0; 0-0) | Germania | Zimní stadion Štvanice |

| Praga 12 febbraio 1938 | Stati Uniti | 1 – 0 (0-0; 1-0; 0-0) | Lettonia | Zimní stadion Štvanice |

| Praga 12 febbraio 1938 | Regno Unito | 8 – 0 (2-0; 1-0; 5-0) | Norvegia | Zimní stadion Štvanice |

| Praga 13 febbraio 1938 | Stati Uniti | 7 – 1 (3-0; 4-0; 0-1) | Norvegia | Zimní stadion Štvanice |

| Praga 13 febbraio 1938 | Germania | 1 – 0 (0-0; 1-0; 0-0) | Lettonia | Zimní stadion Štvanice |

| Praga 14 febbraio 1938 | Regno Unito | 5 – 1 (1-0; 2-0; 2-1) | Lettonia | Zimní stadion Štvanice |

| Praga 14 febbraio 1938 | Stati Uniti | 1 – 0 (1-0; 0-0; 0-0) | Germania | Zimní stadion Štvanice |

| Praga 15 febbraio 1938 | Germania | 8 – 0 (2-0; 1-0; 5-0) | Norvegia | Zimní stadion Štvanice |

| Praga 15 febbraio 1938 | Regno Unito | 1 – 1 (d.t.s.) (0-0; 0-0; 1-1; 0-0; 0-0) | Stati Uniti | Zimní stadion Štvanice |

| Pos. |             | PG | V | N | P | GF | GS | DR  | Pt |
| 1.   | Regno Unito | 4  | 3 | 1 | 0 | 15 | 2  | +13 | 7  |
| 2.   | Stati Uniti | 4  | 3 | 1 | 0 | 10 | 2  | +8  | 7  |
| 3.   | Germania    | 4  | 2 | 0 | 2 | 9  | 2  | +7  | 4  |
| 4.   | Lettonia    | 4  | 1 | 0 | 3 | 4  | 8  | -4  | 2  |
| 5.   | Norvegia    | 4  | 0 | 0 | 4 | 2  | 26 | -24 | 0  |

### Gruppo C
| Praga 11 febbraio 1938 | Canada | 3 – 2 (1-0; 1-2; 1-0) | Svezia | Zimní stadion Štvanice |

| Praga 11 febbraio 1938 | Cecoslovacchia | 1 – 0 (0-0; 0-0; 1-0) | Austria | Zimní stadion Štvanice |

| Praga 13 febbraio 1938 | Canada | 3 – 0 (1-0; 1-0; 1-0) | Austria | Zimní stadion Štvanice |

| Praga 13 febbraio 1938 | Cecoslovacchia | 0 – 0 (d.t.s.) (0-0; 0-0; 0-0; 0-0; 0-0) | Svezia | Zimní stadion Štvanice |

| Praga 15 febbraio 1938 | Cecoslovacchia | 0 – 3 (0-2; 0-0; 0-1) | Canada | Zimní stadion Štvanice |

| Praga 15 febbraio 1938 | Svezia | 1 – 1 (d.t.s.) (0-1; 1-0; 0-0; 0-0; 0-0) | Austria | Zimní stadion Štvanice |

| Pos. |                | PG | V | N | P | GF | GS | DR | Pt |
| 1.   | Canada         | 3  | 3 | 0 | 0 | 9  | 2  | +7 | 6  |
| 2.   | Cecoslovacchia | 3  | 1 | 1 | 1 | 1  | 3  | -2 | 3  |
| 3.   | Svezia         | 3  | 0 | 2 | 1 | 3  | 4  | -1 | 2  |
| 4.   | Austria        | 3  | 0 | 1 | 2 | 1  | 5  | -4 | 1  |

## Seconda fase

### Gruppo A
| Praga 16 febbraio 1938 | Cecoslovacchia | 2 – 0 (0-0; 1-0; 1-0) | Stati Uniti | Zimní stadion Štvanice |

| Praga 17 febbraio 1938 | Svizzera | 1 – 0 (0-0; 0-0; 1-0) | Stati Uniti | Zimní stadion Štvanice |

| Praga 18 febbraio 1938 | Cecoslovacchia | 3 – 2 (d.t.s.) (0-1; 1-0; 0-0) | Svizzera | Zimní stadion Štvanice |

| Pos. |                | PG | V | N | P | GF | GS | DR | Pt |
| 1.   | Cecoslovacchia | 2  | 2 | 0 | 0 | 5  | 2  | +3 | 4  |
| 2.   | Svizzera       | 2  | 1 | 0 | 1 | 3  | 3  | 0  | 2  |
| 3.   | Stati Uniti    | 2  | 0 | 0 | 2 | 0  | 3  | -3 | 0  |

### Gruppo B
| Praga 16 febbraio 1938 | Regno Unito | 3 – 2 (0-0; 1-1; 2-1) | Svezia | Zimní stadion Štvanice |

| Praga 17 febbraio 1938 | Svezia | 1 – 0 (0-0; 1-0; 0-0) | Polonia | Zimní stadion Štvanice |

| Praga 18 febbraio 1938 | Regno Unito | 7 – 1 (3-1; 4-0; 0-0) | Polonia | Zimní stadion Štvanice |

| Pos. |             | PG | V | N | P | GF | GS | DR | Pt |
| 1.   | Regno Unito | 2  | 2 | 0 | 0 | 10 | 3  | +7 | 4  |
| 2.   | Svezia      | 2  | 1 | 0 | 1 | 3  | 3  | 0  | 2  |
| 3.   | Polonia     | 2  | 0 | 0 | 2 | 1  | 7  | -7 | 0  |

### Gruppo C
| Praga 16 febbraio 1938 | Canada | 3 – 2 (d.t.s.) (1-1; 0-1; 1-0) | Germania | Zimní stadion Štvanice |

| Praga 17 febbraio 1938 | Germania | 1 – 0 (0-0; 1-0; 0-0) | Ungheria | Zimní stadion Štvanice |

| Praga 18 febbraio 1938 | Canada | 1 – 1 (d.t.s.) (1-1; 0-0; 0-0; 0-0; 0-0) | Ungheria | Zimní stadion Štvanice |

| Pos. |          | PG | V | N | P | GF | GS | DR | Pt |
| 1.   | Canada   | 2  | 1 | 1 | 0 | 4  | 3  | +1 | 3  |
| 2.   | Germania | 2  | 1 | 0 | 1 | 3  | 3  | 0  | 2  |
| 3.   | Ungheria | 2  | 0 | 1 | 1 | 1  | 2  | -1 | 1  |

### Finale per il 5º posto
| Praga 19 febbraio 1938 | Svezia | 2 – 0 (1-0; 0-0; 1-0) | Svizzera | Zimní stadion Štvanice |

## Fase a eliminazione diretta
|  | Semifinali     | Semifinali     | Semifinali  |             |        | Finale          | Finale          | Finale          |  |
|  |                |                |             |             |        |                 |                 |                 |  |
|  | Canada         | Canada         | 1           |             |        |                 |                 |                 |  |
|  | Canada         | Canada         | 1           |             |        |                 |                 |                 |  |
|  | Germania       | Germania       | 0           |             |        |                 |                 |                 |  |
|  | Germania       | Germania       | 0           |             | Canada | Canada          | 3               |                 |  |
|  |                |                |             |             | Canada | Canada          | 3               |                 |  |
|  |                |                | Regno Unito | Regno Unito | 1      |                 |                 |                 |  |
|  | Cecoslovacchia | Cecoslovacchia | Regno Unito | Regno Unito | 1      | 0               |                 |                 |  |
|  | Cecoslovacchia | Cecoslovacchia |             |             |        | 0               |                 |                 |  |
|  | Regno Unito    | Regno Unito    | 1           |             |        | Finale 3º posto | Finale 3º posto | Finale 3º posto |  |
|  | Regno Unito    | Regno Unito    | 1           |             |        |                 |                 |                 |  |
|  |                |                |             |             |        |                 |                 |                 |  |
|  |                |                |             |             |        | Cecoslovacchia  | Cecoslovacchia  | 3               |  |
|  |                |                |             |             |        | Cecoslovacchia  | Cecoslovacchia  | 3               |  |
|  |                |                |             |             |        | Germania        | Germania        | 0               |  |

### Semifinali
| Praga 19 febbraio 1938 | Canada | 1 – 0 (0-0; 0-0; 1-0) | Germania | Zimní stadion Štvanice |

| Praga 19 febbraio 1938 | Cecoslovacchia | 0 – 1 (0-0; 0-0; 0-1) | Regno Unito | Zimní stadion Štvanice |

### Finale per il 3º posto
| Praga 20 febbraio 1938 | Cecoslovacchia | 3 – 0 (1-0; 2-0; 0-0) | Germania | Zimní stadion Štvanice |

### Finale
| Praga 20 febbraio 1938 | Canada | 3 – 1 (3-1; 0-0; 0-0) | Regno Unito | Zimní stadion Štvanice |

## Graduatoria finale
| Pos | Squadra        |
| --- | -------------- |
|     | Canada         |
|     | Regno Unito    |
|     | Cecoslovacchia |
| 4   | Germania       |
| 5   | Svezia         |
| 6   | Svizzera       |
| 7   | Ungheria       |
| 8   | Stati Uniti    |
| 9   | Polonia        |
| 10  | Austria        |
| 11  | Lettonia       |
| 12  | Lituania       |
| 13  | Romania        |
| 14  | Norvegia       |

| Campione del mondo di hockey su ghiaccio 1938 |
| Canada 10º titolo                             |

| Pos | Squadra        | Formazione |
| --- | -------------- | --- |
|     | Canada         | Pat McReavy, Roy Heximer, Mel Albright, Johnny Godfrey, Glen Sutherland, Gordie Bruce, Jimmy Russell, Buster Portland, Jack Marshall, John Coulter, Percy Allen, Reg Chipman, Archie Burn                                         |
|     | Regno Unito    | Jimmy Foster, Robert Wyman, Gordon Dailley, Wilson, John Davey, Alexander Archer, J. Kelly, Halford, Alexander Chappell, Archie Stinchcombe, Riddley, John Gerald                                                                 |
|     | Cecoslovacchia | Bohumil Modrý, Antonín Houba, František Pácalt, Jaroslav Pušbauer, Jan Michálek, Ladislav Troják, Josef Maleček, Oldřich Kučera, František Pergl, Alois Cetkovský, Jaroslav Císař, Oldřich Hurych, Zdeněk Jirotka, Drahoš Jirotka |

## Campionato europeo

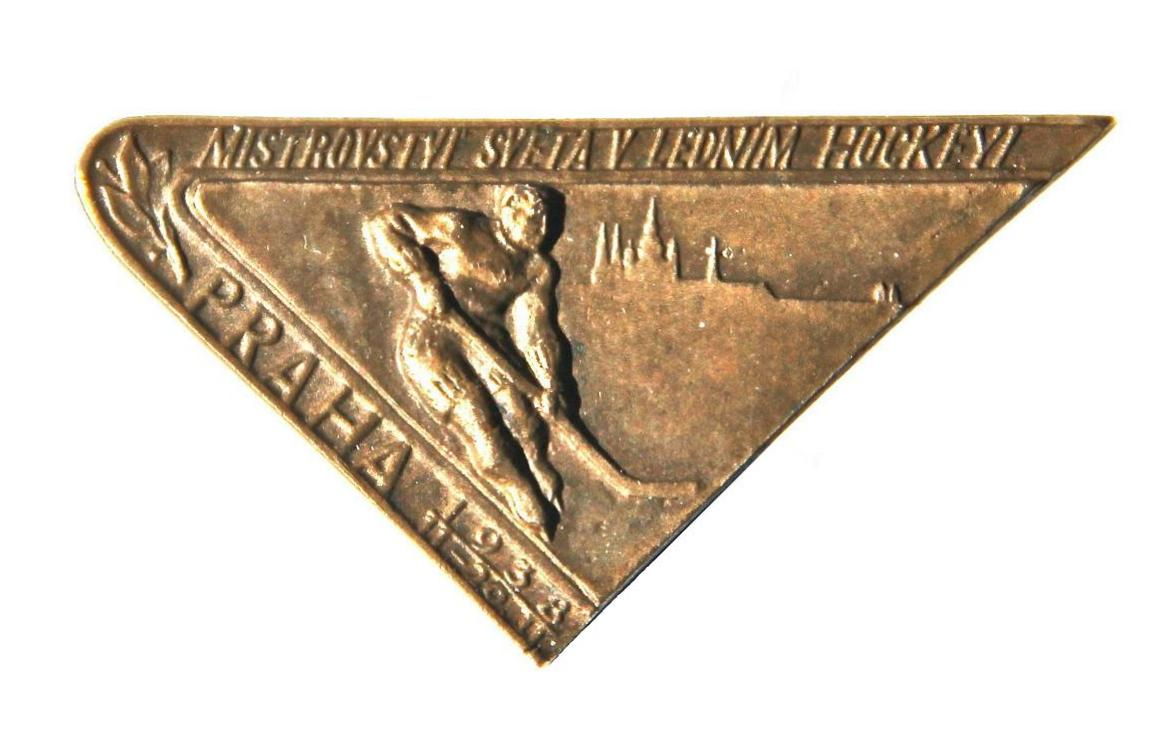
Spilla commemorativa del campionato mondiale 1938.

Il torneo fu valido anche per il 23º campionato europeo e venne utilizzata la graduatoria finale del campionato mondiale per determinare le posizioni del torneo continentale; la vittoria andò per la quarta volta, la terza consecutiva, al Regno Unito, giunto secondo nella classifica finale.
| Pos | Squadra        |
| --- | -------------- |
|     | Regno Unito    |
|     | Cecoslovacchia |
|     | Germania       |
| 4   | Svezia         |
| 5   | Svizzera       |
| 6   | Ungheria       |
| 7   | Polonia        |
| 8   | Austria        |
| 9   | Lettonia       |
| 10  | Lituania       |
| 11  | Romania        |
| 12  | Norvegia       |